# Ivanci
Ivanci (madžarsko Zalaivánd) so naselje v Občini Moravske Toplice.